# Doppelplanetensystem
Doppelplanetensystem (auch kurz Doppelplanet) ist in der Astronomie eine bisher informelle Bezeichnung für das System eines Planeten mit einem großen Trabanten, der im Vergleich mit den regulären Größenverhältnissen im Sonnensystem ein relativ ähnliches Ausmaß hat.
Im wörtlichen Sinn wäre ein Doppelplanet ein System aus zwei Planeten, die aufgrund ihrer räumlichen Nähe gravitativ aneinander gebunden sind und sich nach den keplerschen Gesetzen auf Umlaufbahnen um einen gemeinsamen Schwerpunkt bewegen. Im theoretischen Idealfall zweier Himmelskörper von exakt gleicher Masse liegt der gemeinsame Schwerpunkt genau in der geometrischen Mitte des Systems und der Abstand zwischen den zwei Körperzentren beträgt das Doppelte eines mittleren Bahnradius.

## Begriffsgeschichte

### Erdmond
Der Begriff ist ursprünglich für das System der Erde und ihres ungewöhnlich großen Mondes aufgekommen. Deren Größenverhältnis liegt bei 1:3,7 und das Massenverhältnis beträgt 1:81; das hat die klassische Frage nach der Entstehung des Mondes aufgeworfen. Nach der konservativsten Auffassung gemäß der Kosmogonie Immanuel Kants von 1755 sind Erde und Mond aus einer gemeinsamen lokalen Verdichtung innerhalb der präsolaren Urwolke hervorgegangen und haben von vornherein eine doppelte Zusammenballung gebildet. Diese Hypothese wird daher in der Literatur gegenüber den anderen Ansichten mitunter als Doppelplanetenhypothese bezeichnet. Die moderne computergestützte sogenannte Kollisionstheorie beschreibt die Entstehung des Mondes durch den Zusammenstoß eines etwa marsgroßen Planeten mit der Erde. Die Verwendung des Begriffs Doppelplanet erfolgt im Laufe der Zeit zunehmend unabhängig von der Entstehungsursache.

### Venus – Merkur
Hinsichtlich der sehr erdmondähnlichen Hemisphären des Merkurs und seiner sehr exzentrischen Bahnellipse gibt es eine Hypothese, nach der es sich bei ihm um einen entwichenen Mond der Venus handelt.

### Pluto – Charon

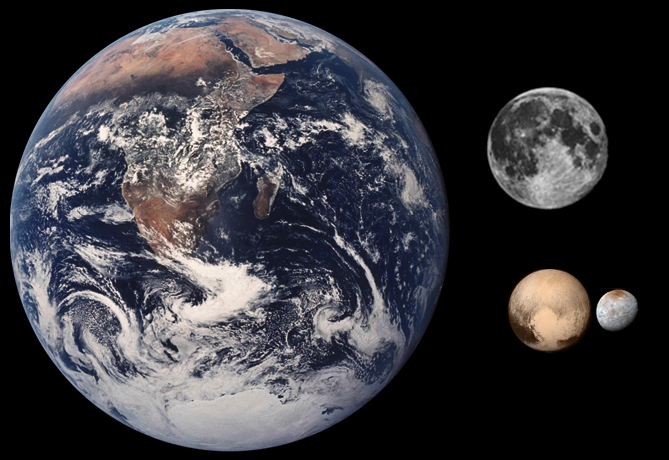
Größenvergleich zwischen den Paaren Erde-Mond und Pluto-Charon (rechts unten)

Seit der Entdeckung des verhältnismäßig besonders großen Plutomondes wird auch das System Pluto – Charon gelegentlich als Doppelplanet bezeichnet. Das Verhältnis der Durchmesser beträgt rund 1:2 und das der Massen etwa 1:6,6. Dieses führt dazu, dass sich der Schwerpunkt (Baryzentrum) des Pluto-Charon-Systems 1200 km über Plutos Oberfläche befindet. Streng genommen umkreisen sich damit Pluto und Charon gegenseitig, also entsprechen diese beiden Himmelskörper der Vorstellung eines Doppelplaneten wesentlich stärker als Erde und Mond. Für die Entstehung von Charon wird zunehmend ebenfalls eine Großkollision favorisiert.
Im August 2006 diskutierte die Internationale Astronomische Union im Rahmen der Debatte um die erste wissenschaftliche Definition eines Planeten, ob Pluto und Charon gemeinsam als Doppelplanet den Status von Planeten der Plutonklasse erhalten sollten. In dem diskutierten Entwurf eines Planetenbegriffs wurde als Kriterium für das Vorliegen eines Doppelsystems vorgeschlagen, dass der gemeinsame Schwerpunkt der beiden Planeten außerhalb des größeren liegen muss.
Letztendlich entschied sich die IAU gegen diesen Entwurf. Mit der verabschiedeten Planetendefinition wurde Pluto der Planetenstatus aberkannt und in die zugleich neu geschaffene Klasse der Zwergplaneten eingestuft; Charon wurde von dieser Neubestimmung als Begleiter nicht betroffen, so dass er weiterhin offiziell als Mond gilt und mit Pluto definitionsgemäß auch kein Doppel-Zwergplanetensystem bildet.

### Exoplaneten
Bei Planeten anderer Sterne, den so genannten Exoplaneten, sind aufgrund der schwierigen Beobachtungsmethoden Exomonde nur schwierig nachzuweisen.
2017 wurde die Entdeckung des ersten Doppelplaneten 2MASS J1119–1137 mit zwei etwa gleich schweren Braunen Zwergen mit zirka vierfacher Jupitermasse bekanntgegeben, die am Keck-Observatorium auf Hawai'i beobachtet wurden. Die beiden Himmelskörper sind nicht an einen Stern gebunden, umkreisen sich im Abstand von ungefähr vier astronomischen Einheiten mit einer Umlaufzeit von mehreren Jahrzehnten und werden der TW-Hydrae-Assoziation zugeordnet, bei der es sich um ein Gebiet junger Sterne im Abstand von etwa 160 Lichtjahren von unserem Sonnensystem handelt.